# Mathias Kozlowski
Pour les articles homonymes, voir Kozlowski.
Mathias Kozlowski est un acteur et directeur artistique français.
Actif dans le doublage, il est entre autres la voix française d'Olivier Atton dans la série d'animation Olive et Tom, qu'il reprendra pour la nouvelle version, de Fred Jones dans les séries et films Scooby-Doo (depuis 1999) et de Robin dans les séries Teen Titans et Teen Titans Go!. Il double également régulièrement les acteurs Walton Goggins, Scott Foley, Jamie Bamber et Warren Christie, ainsi qu'épisodiquement Cillian Murphy.

## Biographie
Ayant étudié à l'École des enfants du spectacle puis au lycée Montaigne, il commence le doublage en 1985 avec Les Goonies sous la direction de Jenny Gérard. Au cinéma, sa voix est souvent associée à des rôles de jeunes premiers ou de jeunes hommes : Johnny Depp dans Benny and Joon, Edward Norton dans Peur primale, Leonardo DiCaprio dans Mort ou vif ou encore Cillian Murphy, l'interprète de Dr Jonathan Crane / L'Épouvantail dans la trilogie de Christopher Nolan : Batman Begins et ses suites The Dark Knight et The Dark Knight Rises. Il a cependant aussi doublé des personnages ne rentrant pas dans cette catégorie comme Philip Seymour Hoffman dans Truman Capote.
Il a enseigné la programmation événementielle et le C++ à l'EFREI pendant 6 ans et a travaillé avec Luc Damé, directeur du laboratoire d’interférométrie solaire au CNRS.
Mathias Kozlowski a été l’invité de Japan Expo 5e Impact en juillet 2003.

## Théâtre

### Compositeur
- 1995 : La Paix chez soi de Georges Courteline, mise en scène Barbara Tissier, Théâtre de Nesle
- 1995 : Les Deux Timides d'Eugène Labiche, mise en scène Annabelle Roux, Théâtre de Nesle

## Doublage

### Cinéma

#### Films
- Walton Goggins dans :
  - Predators (2010) : Stans
  - Chiens de paille (2011) : Daniel Niles
  - Lincoln (2013) : Clay Hawkins
  - American Ultra (2015) : Rieur
  - Ant-Man et la Guêpe (2018) : Sonny Burch
  - Fatman (2020) : Jonathan « Skinny Man » Miller
- Cillian Murphy dans :
  - Batman Begins (2005) : Dr Jonathan Crane / l'Épouvantail
  - The Dark Knight (2008) : Dr Jonathan Crane / l'Épouvantail
  - Retreat (2011) : Martin
  - Le Secret de Peacock (2012) : John Skillpa
  - The Dark Knight Rises (2012) : Dr Jonathan Crane / l'Épouvantail
- Matthew Gray Gubler dans :
  - Alvin et les Chipmunks (2007) : Simon (voix)
  - Alvin et les Chipmunks 2 (2009) : Simon (voix)
  - Alvin et les Chipmunks 3 (2011) : Simon (voix)
  - Alvin et les Chipmunks 4 (2016) : Simon (voix)
- Corey Feldman dans :
  - Les Goonies (1985) : Clark « Bagou » Devereaux
  - Les Banlieusards (1989) : Ricky Butler
- River Phoenix dans :
  - Stand by Me (1986) : Chris Chambers
  - Indiana Jones et la Dernière Croisade (1989) : Indiana Jones jeune
- Jared Leto dans :
  - Le Patchwork de la vie (1995) : Beck
  - Une vie volée (1999) : Tobias Jacobs
- Jonathan Rhys-Meyers dans :
  - Michael Collins (1996) : l'assassin
  - Velvet Goldmine (1998) : Brian Slade
- Freddie Prinze Jr. dans :
  - Scooby-Doo (2002) : Fred Jones
  - Scooby-Doo 2 : Les monstres se déchaînent (2004) : Fred Jones
- Neil Patrick Harris dans :
  - Les Schtroumpfs (2011) : Patrick Winslow
  - Les Schtroumpfs 2 (2013) : Patrick Winslow

- 1981[n 1] : Les Bleus : Cruiser (John Diehl)
- 1989 : Le Cercle des poètes disparus : Gerard Pitts (James Waterston)
- 1989 : Fatal Games : Jason « J.D. » Dean (Christian Slater)
- 1989 : Chérie, j'ai rétréci les gosses : Russell « Russ » Thompson, Jr. (Thomas Wilson Brown)
- 1989 : Vidéokid : L'Enfant génial : l'adolescent difficile no 2 (Rowden Metzger)
- 1990 : Rocky 5 : Chickie (Kevin Connolly)
- 1991 : Proof : Martin (Hugo Weaving)
- 1991 : Les Tortues Ninja 2 : Keno (Ernie Reyes, Jr.)
- 1992 : Sidekicks : Randy (John Buchanan)
- 1993 : Benny and Joon : Sam (Johnny Depp)
- 1993 : Les Survivants : Fernando Parrado / Nando (Ethan Hawke)
- 1994 : Wyatt Earp : Warren Earp (Jim Caviezel)
- 1995 : Extravagances : Bobby Ray (Jason London)
- 1995 : Prête à tout : Jimmy Emmett (Joaquin Phoenix)
- 1995 : Mort ou vif : le Kid (Leonardo DiCaprio)
- 1996 : Peur primale : Aaron Rosenstein (Edward Norton)
- 1996 : Dangereuse Alliance : Mitt (Breckin Meyer)
- 1996 : Scream : Randy Meeks (Jamie Kennedy)
- 1996 : Twister : Joey (Joey Slotnick)
- 1996 : Independence Day : Aide no 2 (Ross Lacy)
- 1996 : À l'épreuve du feu : le sergent Thompson (Sean Patrick Thomas)
- 1997 : Le Flic de San Francisco : Kevin McCall (Michael Rapaport)
- 1998 : L'Homme au masque de fer : Raoul (Peter Sarsgaard)
- 1998 : Big Party : Ron (Erik Palladino)
- 1998 : Minuit dans le jardin du bien et du mal : George Tucker (Michael Rosenbaum)
- 1998 : Il faut sauver le soldat Ryan : le caporal Timothy E. Upham (Jeremy Davies)
- 1998 : La Fiancée de Chucky : David « Dave » Collins (Gordon Michael Woolvett)
- 1998 : Un cadavre sur le campus : Buckley Schrank (Randy Pearlstein)
- 1998 : Pluie d'enfer : Phil (Peter Murnik)
- 1998 : Souviens-toi... l'été dernier 2 : Will Benson (Matthew Settle)
- 2001 : Fast and Furious : Jesse (Chad Lindberg)
- 2001 : How High : Bart (Chris Elwood)
- 2001 : La Revanche d'une blonde : Warner Huntington III (Matthew Davis)
- 2004 : Fenêtre secrète : l'inspecteur Bradley (Matt Holland)
- 2004 : Spider-Man 2 : l'homme dans l'ascenseur (Hal Sparks)
- 2006 : Truman Capote : Truman Capote (Philip Seymour Hoffman)
- 2006 : Penelope : Edward Van Dermann (Simon Woods)
- 2006 : Little Miss Sunshine : Josh (Justin Shilton)
- 2007 : Dans la vallée d'Elah : le caporal Penning (John Wesley Chatham)
- 2008 : Meilleures Ennemies : Kevin (Michael Arden)
- 2008 : Speed Racer : Rex Racer (Scott Porter)
- 2009 : L'Abominable Vérité : Colin (Eric Winter)
- 2009 : La Comtesse : Istvan Thurzo (Daniel Brühl)
- 2010 : Les Voyages de Gulliver : Horatio (Jason Segel)
- 2010 : Salt : un agent des services secrets (Jeremy Davidson)
- 2010 : Mange, prie, aime : ? ( ? )
- 2010 : Comme chiens et chats : La Revanche de Kitty Galore : Chuck (Jack McBrayer)
- 2011 : Mes meilleures amies : Gil (Matt Lucas)
- 2011 : God Bless America : le voisin de Frank (Travis Wester)
- 2012 : Moi, député : Tripp (Josh Lawson)
- 2012 : Peace, Love et plus si affinités : le présentateur (David Wain)
- 2014 : Godzilla : Marcus Waltz (Patrick Sabongui)
- 2014 : New York Melody : Dave Kohl (Adam Levine)
- 2014 : Une merveilleuse histoire du temps : Roger Penrose (Christian McKay)
- 2014 : Halo : Nightfall : Rowad Douad (Paul Kennedy)
- 2015 : Kingsman : Services secrets : Rufus (Jack Cutmore-Scott)
- 2016 : Conjuring 2 : Le Cas Enfield : Graham Morris (Chris Royds)
- 2017 : Naked : Cody, l'ex de Megan (Scott Foley)
- 2017 : The Foreigner : Ian Wood (Rufus Jones)
- 2018 : Pentagon Papers : Anthony Essaye (Zach Woods)
- 2018 : Guardians of the Tomb : Ethan (Ryan Johnson)
- 2018 : Paul, Apôtre du Christ : Saul De Tarse (Yorgos Karamihos)
- 2020 : The Wrong Missy : Titone (Chris Titone)
- 2020 : Coup de foudre garanti : Gideon (Brendan Taylor)
- 2021 : Un prince à New York 2 : M. Duke (Colin Jost)
- 2021 : Sweet Girl : Martin Bennett (Nelson Franklin)
- 2021 : The Trip : Dave (Christian Rubeck)
- 2022 : La Bulle : Tip (Ben Ashenden (en))
- 2022 : Madea : Retour en fanfare : ? (?)
- 2023 : Killers of the Flower Moon : Bill Smith (Jason Isbell)
- 2024 : Le Flic de Beverly Hills : Axel F. : Représentant du bureau du procureur [Qui ?] et un infirmier [Qui ?]
- 2024 : To the Moon : ? (?)

#### Films d'animation
- 1987 : Les Aventures des Chipmunks : Simon (2e doublage)
- 1988 : Akira : Shôtarô Kaneda
- 1998 : Scooby-Doo sur l'île aux zombies : Fred Jones
- 1999 : South Park, le film : Gregory
- 1999 : Scooby-Doo et le Fantôme de la sorcière : Fred Jones
- 2000 :  Carnivale : les jumeaux Jack et Eddy
- 2000 : Scooby-Doo et les Extraterrestres : Fred Jones
- 2001 : La Trompette Magique : Louie
- 2001 : Scooby-Doo et la Cybertraque : Fred Jones
- 2003 : Scooby-Doo et les Vampires : Fred Jones
- 2003 : Scooby-Doo et le Monstre du Mexique : Fred Jones
- 2004 : Scooby-Doo et le Monstre du loch Ness : Fred Jones
- 2005 : Aloha, Scooby-Doo ! : Fred Jones
- 2005 : Scooby-Doo au pays des pharaons : Fred Jones
- 2006 : Scooby-Doo et le Triangle des Bermudes : Fred Jones
- 2007 : Teen Titans : Panique À Tokyo : Robin
- 2007 : Scooby-Doo : Du sang froid : Fred Jones
- 2008 : Scooby-Doo et la Créature des ténèbres : Fred Jones
- 2009 : Scooby-Doo et le Sabre du samouraï : Fred Jones
- 2010 : Scooby-Doo : Abracadabra : Fred Jones
- 2010 : Scooby-Doo : La Colonie de la peur : Fred Jones
- 2011 : Scooby-Doo : La Légende du Phantosaur : Fred Jones
- 2012 : Les Enfants loups, Ame et Yuki : John Lennon
- 2012 : Scooby-Doo : Le Chant du vampire : Fred Jones
- 2012 : Scooby-Doo : Tous en piste : Fred Jones
- 2013 : Scooby-Doo : Blue Falcon, le retour : Fred Jones
- 2013 : Scooby-Doo et la Carte au trésor : Fred Jones
- 2013 : Scooby-Doo et le Fantôme de l'Opéra : Fred Jones
- 2014 : Scooby-Doo et la Folie du catch : Fred Jones
- 2014 : Scooby-Doo : Aventures en Transylvanie : Fred Jones
- 2015 : Dofus, livre 1 : Julith : Guy
- 2015 : Scooby-Doo et le Monstre de l'espace : Fred Jones
- 2015 : Scooby-Doo : Rencontre avec Kiss : Fred Jones
- 2015 : Lego Scooby-Doo : Terreur au temps des chevaliers : Fred Jones
- 2016 : La Ligue des Justiciers contre les Teen Titans : Dick Grayson / Nightwing
- 2016 : Lego DC Comics Super Heroes: Justice League : S'évader de Gotham City : Dick Grayson / Nightwing et Robin
- 2016 : Scooby-Doo et WWE : La Malédiction du pilote fantôme : Fred Jones
- 2016 : Lego Scooby-Doo : Le Fantôme d'Hollywood : Fred Jones
- 2017 : Teen Titans: The Judas Contract : Dick Grayson / Nightwing
- 2017 : Batman et Harley Quinn : Dick Grayson / Nightwing
- 2017 : Scooby-Doo : Le Clash des Sammys : Fred Jones
- 2017 : Lego Scooby-Doo : Mystère sur la plage : Fred Jones
- 2018 : Scooby-Doo et Batman : L'Alliance des héros : Fred Jones
- 2018 : Batman Ninja : Dick Grayson / Nightwing
- 2018 : Lego DC Super Heroes: Aquaman : Damian Wayne / Robin
- 2018 : Teen Titans Go ! Le film : Robin
- 2018 : Scooby-Doo et le Fantôme gourmand : Fred Jones
- 2019 : Lego DC Batman: Une histoire de famille : Dick Grayson / Nightwing
- 2019 : Batman: Hush : Dick Grayson / Nightwing
- 2019 : Scooby-Doo et la Malédiction du 13e fantôme : Fred Jones
- 2019 : Scooby-Doo : Retour sur l'île aux zombies : Fred Jones
- 2019 : Teen Titans Go! vs. Teen Titans : Robin
- 2020 : Scooby ! : Fred Jones
- 2020 : Pets United : L'union fait la force : Slomo
- 2020 : Joyeux Halloween, Scooby-Doo! : Fred Jones
- 2021 : Injustice : Dick Grayson / Nightwing
- 2021 : Scooby-Doo et la légende du Roi Arthur : Fred Jones
- 2021 : Tout droit sortie de nulle part : Scooby-Doo rencontre Courage le chien froussard : Fred Jones
- 2021 : Teen Titans Go! découvrent Space Jam : Robin
- 2022 : Scooby-Doo et la mission d'Halloween : Fred Jones
- 2022 : Teen Titans Go! & DC Super Hero Girls : Pagaille dans le Multivers : Robin
- 2024 : Justice League: Crisis on Infinite Earths, partie 1 (en) : Dick Grayson / Robin
- 2024 : Ce Noël-là : M. Beccles[n 2]

### Télévision

#### Téléfilms
- 1979[n 3] : Scooby-Doo à Hollywood : Fred Jones
- 1996 : Secrets enfouis : Johnny Toussard (Channon Roe)
- 1997 : Amitié dangereuse : Nick (John Livingston)
- 2001 : Le Feu d'opale : Eric Westbrook (Hardy Krüger Jr)
- 2001 : Allô pizza : Stefan (Lucas Gregorowicz)
- 2007 : Johnny Kapahala : Troy (Phil Brown)
- 2008 : Le Cœur chocolat : Oliver Behrend (Xaver Hutter)
- 2009 : Le Dernier Templier : Sean Daley (Scott Foley)
- 2011 : Surexposée : Justin Reynolds (James A. Woods)
- 2011 : Astéroïde : Matthew (Adam Greydon Reid)
- 2012 : Scooby-Doo : Les Jeux monstrolympiques : Fred Jones
- 2012 : Scooby-Doo et les Vacances de la peur : Fred Jones
- 2013 : Hôtel de rêve... (en Birmanie) : Hendrik Felden (Hardy Krüger Jr)
- 2013 : Un secret bien enfoui : David Tanner (Felix Eitner)
- 2013 : L'Heure du crime : Nathan Loring (Christian Campbell)
- 2013 : La Plus Belle Vitrine de Noël : Jake Dooley (Paul Campbell)
- 2014 : Loin des yeux, loin du Cœur : Nicholas Boyd (Barry Watson)
- 2014 : Les Lumières de Noël : Michael Spehn (Warren Christie)
- 2020 : Amoureux pour toujours : Owen (Shane McRae)

#### Séries télévisées
- Scott Foley dans (10 séries) :
  - Dawson (1998) : Cliff Elliot (5 épisodes)
  - Felicity (1998-2002) : Noel Crane (84 épisodes)
  - Zoé, Duncan, Jack et Jane (1999) : Montana Kennedy (saison 1, épisodes 1 et 2)
  - Adam Sullivan (2003) : Adam Sullivan (8 épisodes)
  - Dr House (2005) : Hank Wiggen (saison 1, épisode 12)
  - The Unit : Commando d'élite (2006-2009) : Bob Brown (69 épisodes)
  - New York, unité spéciale (2009) : Dalton Rindell (saison 11, épisode 4)
  - Grey's Anatomy (2010-2012) : Henry Burton (15 épisodes)
  - Scandal (2013-2018) : Jake Ballard (104 épisodes)
  - The Big Leap (en) (2021) : Nick Blackburn (11 épisodes)
- Walton Goggins dans (9 séries) :
  - The Shield (2002-2008) : l'inspecteur Shane Vendrell (88 épisodes)
  - Les Experts (2007) : Marlon Frost (saison 7, épisode 18)
  - Justified (2010-2015) : Boyd Crowder (74 épisodes)
  - Sons of Anarchy (2012-2014) : Venus Van Dam (6 épisodes)
  - Vice Principals (2016-2017) : Lee Russell (18 épisodes)
  - Six (2017-2018) : Richard « Rip » Taggart (11 épisodes)
  - The Big Bang Theory (2018) : Oliver (saison 11, épisode 14)
  - The Righteous Gemstones (depuis 2019) : Baby Billy Freeman (12 épisodes - en cours)
  - Justified: City Primeval (2023) : Boyd Crowder (mini-série)
- Jamie Bamber dans (7 séries) :
  - Battlestar Galactica (2004-2009) : Lee « Apollo » Adama (70 épisodes)
  - Ghost Whisperer (2007) : Bryan Curtis (saison 2, épisode 17)
  - Body of Proof (2012) : Aiden Welles (saison 2, épisodes 15 à 17)
  - Perception (2012) : Dr Michael Hathaway (saison 1)
  - Monday Mornings (2013) : Dr Tyler Wilson (10 épisodes)
  - NCIS : Enquêtes spéciales (2014-2015) : Jake Malloy (6 épisodes)
  - The Messengers (2015) : Vincent Plowman (3 épisodes)
- Warren Christie dans (7 séries) :
  - October Road, un nouveau départ (2007-2008) : Ray « Big Cat » Cataldo (19 épisodes)
  - Happy Town (2010) : Greggy Stiviletto (6 épisodes)
  - True Justice (2010-2011) : Landon Radner (13 épisodes)
  - Once Upon a Time (2011) : Ryan (saison 1, épisode 1)
  - Rush (2014) : J.P.
  - The Catch (2017) : Ethan Ward
  - The Village (en) (2019) : Nick
- Barry Watson dans (4 séries) :
  - What About Brian (2006-2007) : Brian Davis (24 épisodes)
  - Samantha qui ? (2007-2009) : Todd Deepler (35 épisodes)
  - Gossip Girl (2012) : Steven Spence (saison 6)
  - The Loudest Voice (2019) : Lachlan Murdoch (mini-série)
- Michael Cassidy dans (4 séries) :
  - Newport Beach (2004-2005) : Zack Stevens (19 épisodes)
  - Smallville (2007-2008) : Grant Gabriel (7 épisodes)
  - Castle (2010) : Greg McClintock (saison 3, épisode 5)
  - The Magicians (2015-2016) : James (4 épisodes)
- Tom Lipinski dans :
  - Suits : Avocats sur mesure (2011-2016) : Trevor Evans (11 épisodes)
  - Billions (2018) : Tim Dones (saison 3)
  - Tell Me a Story (2018) : Bruce (saison 1)
- Christian Campbell dans :
  - The Street (2000-2001) : Tim Sherman (12 épisodes)
  - Warehouse 13 (2010) : Jeff Russell (saison 2, épisode 7)
- Freddie Prinze Jr. dans :
  - Friends (2002) : Sandy (saison 9, épisode 6)
  - Boston Justice (2004-2006) : Donny Krane (3 épisodes)
- Chris J. Johnson (en) dans :
  - NCIS : Enquêtes spéciales (2004) : l'officier James Morgan (saison 1, épisode 17)
  - Against the Wall (2011) : Danny Mitchell (13 épisodes)
- Nestor Carbonell dans :
  - La Vie avant tout (2004-2006) : Jonas Rey (15 épisodes)
  - Cold Case : Affaires classées (2006) : Mike Valens (saison 4)
- Warren Kole dans :
  - Into the West (2005) : Robert Wheeler (mini-série)
  - The Terminal List (2022) : l'agent du NCIS Josh Holder (saison 1, épisodes 1 et 2)
- Trevor Donovan dans :
  - 90210 Beverly Hills : Nouvelle Génération (2009-2013) : Teddy Montgomery (73 épisodes)
  - Drop Dead Diva (2013) : Keith (saison 5, épisode 8)
- Jay Ali (en) dans :
  - The Fosters (2013-2018[n 4]) : Timothy (18 épisodes)
  - Carnival Row (2023) : Kaine (10 épisodes)
- Finn Wittrock dans :
  - American Horror Story (2014-2021) : Dandy Mott (saison 4), Tristan Duffy / Rudolph Valentino (saison 5) et Harry Gardner (saison 10)
  - American Crime Story (2018) : Jeffrey Trail (saison 2)
- Michael Esper dans :
  - Shades of Blue (2016) : Donnie Pomp (11 épisodes)
  - Trust (2018) : John Paul Getty Jr. (10 épisodes)

- 1989-1993 : Docteur Doogie : Dr Douglas « Doogie » Howser (Neil Patrick Harris) (97 épisodes)
- 1993-1998 : Dr Quinn, femme médecin : Matthew Cooper (Chad Allen) (146 épisodes)
- 1994-1998 : Code Lisa : Gary Wallace (John Mallory Asher) (88 épisodes)
- 1999 : Cousin Skeeter : Kenan Rockmore (Kenan Thompson) (saison 2, épisodes 11 et 12)
- 2000-2006 : Will et Grace : Joe (Jerry Levine (en)) (saisons 3 à 8)
- Urgences : Duncan Stewart (Ewan McGregor) (saison 3, épisode 15)
- Stargate SG-1 : Aldwin (William de Vry) (saison 5, épisode 15)
- Queer as Folk : Alexander Perry (Antony Cotton)
- À la Maison-Blanche : Kenny Thurman (Bill O'Brien (en))
- Les Feux de l'amour : Adrian Korbel (Eyal Podell)
- Malcolm : soldat de la garde national (Jerry Trainor)
- Dr House : Kalvin (Matthew John Armstrong) / William (Noah Segan)
- Le Convoi de l'extrême : Rick Yemm
- Le Protecteur : Scott Davenport (Joshua Harto)
- 2004-2010 : Lost : Les Disparus : Randy Nations (Billy Ray Gallion) (5 épisodes)
- 2006-2007 : Ghost Whisperer : Todd Kern (Scott Holroyd) (saison 2, épisode 7) et Matt Murphy (Matthew Marsden)  (saison 3, épisode 3)
- 2006-2011 : Brothers and Sisters : Kevin Walker (Matthew Rhys) (109 épisodes)
- 2007 : Power Rangers : Opération Overdrive : Dax Lo / Ranger Overdrive Bleu (Gareth Yuen) (32 épisodes)
- 2009 : Lie to Me : Lou Nemeroff (Patrick J. Adams) (saison 2, épisode 3)
- 2011 : Desperate Housewives : Andrew (Jonathan Scarfe) (saison 7, épisode 22)
- 2011-2013 : Body of Proof : Shane Rinaldi (Charlie Semine) (saison 1, épisode 9) et Alex Jacks (Chris Johnson) (saison 3, épisode 11)
- 2011 : Terra Nova : Tim Curran (Jay Ryan) (3 épisodes)
- 2012 : Facing Kate : Ben Grogan (Ryan Johnson (en))
- 2013 : The Killing : Cody (Andrew Jenkins) (saison 3)
- 2013 : Californication : Robbie Mac (Johann Urb) (saison 6, épisodes 2 à 4)
- 2013-2014 : The Fall : Ned Callan (Nick Lee (en)) (6 épisodes)
- 2013-2021: Brooklyn Nine-Nine : Melipnos (Fred Armisen) (1re voix, 3 épisodes) et Bill Hummertrout (Winston Story) (2e voix, saison 8)
- 2014 : Marvel : Les Agents du SHIELD : Jimmy Mackenzie (Robert Belushi) (saison 1, épisodes 14 et 15)
- 2014-2018 : Flynn Carson et les Nouveaux Aventuriers : Jacob « Jake » Stone (Christian Kane) (42 épisodes)
- 2015-2016 : Scream : Seth Branson (Bobby Campo) (11 épisodes)
- 2015-2016 : Scream Queens : Chad Radwell (Glen Powell) (16 épisodes)
- 2015-2016 : Longmire : Monte Ford (Stephen Louis Grush) (5 épisodes)
- 2015-2016 : Blunt Talk : Jim Stone (Timm Sharp (en))
- 2015-2017 : Salem : le baron Sebastian von Marburg (Joe Doyle) (23 épisodes)
- depuis 2015 : Les Enquêtes de Vera : le sergent Aiden Healy (Kenny Doughty) (34 épisodes - en cours)
- 2016 : Between : Liam Cullen (Steven Grayhm) (saison 2)
- 2016-2021 : Young Sheldon : Max Horowitz (Ben Rappaport) (10 épisodes) et David (H. Michael Croner) (saison 4, épisode 15)
- 2016-2022 : Chesapeake Shores : Kevin O'Brien (Brendan Penny) (54 épisodes)
- 2017 : Chicago Med : Jack Kellogg (Scott Morehead) (3 épisodes)
- 2018 : Mr. Mercedes : Silas (Nicholas J. Coleman) (saison 2, épisodes 5 et 8)
- 2018 : The Terror : Henry Collins (Trystan Gravelle) (saison 1)
- 2018 : Supernatural : Fred Jones (Frank Welker) (voix - saison 13, épisode 16)
- 2018-2019 : Better than Us : Vladimir « Vlad » Petrenko (Ivan Kosichkin) (16 épisodes)
- 2018-2021[n 5] : Cobra Kai : le professeur Palmer (Dustin Lewis) (3 épisodes)
- 2018-2023 : Barry : Nick Nicholby (Rightor Doyle) (18 épisodes)
- 2019 : What/If : Doug Hamm (T.J. Linnard)
- 2019 : Beverly Hills : BH90210 : lui-même (Ian Ziering)
- 2019 : The Big Bang Theory : Dr Greg Pemberton (Sean Astin) (saison 12)
- 2019 : Merry Happy Whatever : Todd (Adam Rose)
- 2019-2020 : Tell Me a Story : Kyle Verafield (Casey Thomas Brown) (saison 2)
- 2019-2020 : Crash Landing on You : Go Myeong-suk (Park Myeong-hoon) (14 épisodes)
- 2020 : Fear the Walking Dead : Tom (Joe Massingill)
- 2020 : The Order : Cameron Foley (Matty Finochio) (saison 2)
- 2020 : Teenage Bounty Hunters : le photographe du centre commercial (Jef Holbrook) (saison 1, épisode 9)
- 2020 : The Plot Against America : Herman Levin (Morgan Spector) (mini-série)
- 2020 : The Last Kingdom : Cenric (Máté Haumann) (saison 4)
- 2021 : Octobre : Mark Hess (Mikkel Boe Følsgaard) (mini-série)
- 2021 : Eux : George Bell (Ryan Kwanten)
- 2021-2022 : Gossip Girl : Gideon Wolfe (Todd Almond) (12 épisodes)
- 2022 : As We See It : Douglas (Andrew M. Duff)
- 2022 : The Dropout : Kevin Hunter (Rich Sommer (en)) (mini-série)
- 2022 : The Baby (en) : Jack (Karl Davies (en)) (mini-série)
- 2023 : Vikings: Valhalla : Kurya (Tolga Safer) (saison 2)
- 2023 : Lidia fait sa loi : Leone De Santis (Fabio Barone)
- 2023 : Berlin Bad Trip (de) : ? (?) (mini-série)
- depuis 2023 : Shrinking : Jimmy Laird (Jason Segel)
- depuis 2023 : Found : Mark Trent (Brett Dalton)
- 2024 : House of Ninjas (en) : Arata Matsuura (Hiroki Konno (en))
- 2024 : Avatar, le dernier maître de l'air : Hakoda (Joel Montgrand (en))
- 2024 : Wonderboys (it) : Mario (Vincenzo Pirozzi)
- 2025 : Le Comte de Monte-Cristo : Danglars (Blake Ritson) (mini-série)
- 2025 : The Studio : Fred (Andrew Santiago)

#### Séries d'animation
- 1983-1986[n 6] : Olive et Tom : Olivier Atton
- 1988-1989 : Adrien le sauveur du monde : Lutinor
- 1990-1992 : Sophie et Virginie : Kotori
- 1992 : Batman, la série animée : Brian Rogers (épisode 24 : Le Maître de l'épouvante)
- 1996 : Mot : Léo (création de voix, 2e voix)
- 2000 : Batman, la relève : Howard Groote
- 2000 : Spy Groove (en) : l'agent n°1
- 2002-2006 : Quoi d'neuf Scooby-Doo ? : Fred Jones
- 2003-2006 : Teen Titans : Les Jeunes Titans : Robin / Red X / Nightwing
- 2004 : Static Choc : Robin / Tim Drake (saison 4, épisode 1)
- 2004-2008 : Scooby-Gang : Fred Jones
- 2005-2006 : Krypto le superchien : Krypto
- 2006-2007 : Les Supers Nanas Zeta : professeur Utonium
- 2006-2008 : Sammy et Scooby en folie : Fred Jones
- 2007-2009 : Gundam 00 : Allelujah Haptism
- 2007-2008 : La grande Scooby-Trouille : Fred Jones
- 2008 : Les Griffin : voix additionnelles (saison 5)
- 2008-2010 : Ben 10: Alien Force : Simian l'Arachno-Singe / Tyler
- 2008-2022 : Quoi de neuf Bunny ? : Fred Jones, Robin, Krypto (création de voix)
- 2009-2011 : Super Hero Squad : Loki
- 2009-2014 : Wakfu : Kriss la Krass, Grany Smisse et Ogrest (création de voix)
- 2010 : Halo Legends : Master Sergeant Cortez
- 2010 : Le Petit Prince : Zaac (épisode Planète d'Ashkabaar)
- 2010-2011 : Batman : L'Alliance des héros : Negative Man, Captain Marvel Jr., Fred Jones et Blue Beetle / Ted Kord (saison 2, épisode 18)
- 2010-2012 : Ben 10: Ultimate Alien : Pierce / Simian l'Arachno-Singe
- 2010-2013 : Scooby-Doo : Mystères associés : Fred Jones
- 2011 : MaxiMini : Grany Smisse
- 2011-2013 : Scooby-Doo en France : Fred Jones
- 2012 : Green Lantern : Ragnar
- 2013-2024 : Teen Titans Go! : Robin / Nightwing, Fred Jones (saison 5, épisode 48) et voix additionnelles
- 2013 : Amethyst, Princess of Gemworld : Prince Topaz
- 2015-2018 : Trop cool, Scooby-Doo ! : Fred Jones
- 2015-2023 : Alvin et les Chipmunks : Simon
- 2017-2018 : Le Guide du froussard : Fred Jones
- 2018 : Denver, le dernier dinosaure : Peeble (création de voix)
- 2018 : Le Grand Défi Scooby : Fred Jones
- 2018-2024 : Captain Tsubasa : Tsubasa Ozora
- 2019 : Scooby-Doo en Europe : Fred Jones
- 2019-2021 : Scooby-Doo et Compagnie : Fred Jones
- depuis 2021 : The Great North : Wolf Tobin
- 2021 : Scooby-Doo : Mission Environnement : Fred Jones
- 2022 : The Boys présentent : Les Diaboliques : Boyd
- depuis 2022 : La Légende de Vox Machina : Lord Percival Fredrickstein von Musel Klossowski de Rolo III dit « Percy »
- depuis 2022 : Beavis et Butt-Head : voix additionnelles
- 2023 : Scooby-Doo et les mystères de la nature : Fred Jones
- 2023 : Link Click : Chen Bin
- 2023 : Strange Planet (en) : voix additionnelles
- 2023 : Onimusha (en) : Kaizen
- 2024 : Ranma ½ : Tofu
- 2024 : What If...? : Sonny Burch
- 2025 : Moonrise (en) : Clemenza

### Jeux vidéo
- 2000 : Scooby-Doo! Le Mystère du château hanté : Fred Jones
- 2002 : Kingdom Hearts : Riku
- 2002 : Scooby-Doo! Poursuite dans la ville fantôme : Fred Jones
- 2002 : Scooby-Doo! : La Nuit des 100 Frissons : Fred Jones
- 2002 : Stuart Little 2 : Stuart Little
- 2004 : Tom Clancy's Splinter Cell: Pandora Tomorrow : voix additionnelles
- 2004 : Call of Duty : La Grande Offensive : major Ingram
- 2004 : Ratchet and Clank 3 : Lawrence
- 2004 : Scooby-Doo! Le Livre des ténèbres : Fred Jones
- 2005 : Batman Begins : Dr Jonathan Crane / L'Épouvantail
- 2005 : Jak X : Razer
- 2005 : Ratchet: Gladiator : Lawrence (caméo)
- 2005 : Stuart Little 3 : L’Aventure Photographique : Stuart Little
- 2006 :  Kingdom Hearts 2 : Riku
- 2006 :  Gothic 3 : Armon, plusieurs voix
- 2007 : Scooby-Doo! Panique à Hollywood : Fred Jones
- 2008 :  Crysis Warhead : Daniel "Lazy Dane" Østergaard
- 2009 : Dawn of War 2 : Thaddeus
- 2009 : Dragon Age: Origins : Jowan
- 2009 : Ratchet and Clank: A Crack in Time : Lawrence et un journaliste
- 2010 : Final Fantasy XIV : le guerrier des Ténèbres
- 2010 : Mass Effect 2 : divers personnages
- 2011 : The Witcher 2 : Assassins of Kings : Adalbert
- 2011 : Battlefield 3 : Steve Campo
- 2011 : Anno 2070 : Ouvrier éco / Léon Moreau
- 2011 : DC Universe Online : Pete Ross
- 2011 : National Geographic Challenge : l'animateur
- 2012 : Mass Effect 3 : James Vega
- 2013 : Crysis 3 : voix additionnelles
- 2014 : Call of Duty: Advanced Warfare : Gideon / voix off
- 2014 : Assassin's Creed: Rogue : voix additionnelles
- 2014 : Sunset Overdrive : voix du héros
- 2014 : Les Pingouins de Madagascar : Mason le chimpanzé
- 2015 : Fallout 4 : Robert Joseph « RJ » MacCready
- 2015 : Lego Dimensions : Fred Jones, Jack Harmon, voix additionnelles
- 2015 : Guitar Hero Live : ?
- 2015 : Assassin's Creed Syndicate : voix additionnelles
- 2015 : Rainbow Six Siege : Elias Kötz « Blitz »
- 2016 : Final Fantasy XV : voix additionnelles
- 2016 : Forza Horizon 3 : Van Pierszalowski (Vagrant Radio)
- 2016 : Homefront: The Revolution : Benjamin Walker
- 2017 : Lego Marvel Super Heroes 2 : les habitants de Nueva York
- 2018 : Far Cry 5: Hours of Darkness : « Cow-Boy »
- 2018 : Assassin's Creed Odyssey : Phidias et un adepte
- 2018 : Lego DC Super-Villains : voix additionnelles
- 2018 : Forza Horizon 4 : Malcolm Delaney (Horizon XS)
- 2019 : Call of Duty: Modern Warfare : voix additionnelles
- 2023 : Final Fantasy XVI : Lubor
- 2023 : Alan Wake 2 : Tim Breaker
- 2023 : Tintin Reporter : Les Cigares du pharaon : Khitmagar, l'interné Napoléon et voix additionnelles

### Direction artistique
Mathias Kozlowski est également directeur artistique de versions françaises,,.

#### Films
- 1975[n 7] : Les Dents de la mer
- 2004 : Eurotrip
- 2004 : Garfield
- 2006 : Garfield 2
- 2025 : 28 Ans plus tard (avec Barbara Tissier)

#### Films d'animation
- 1942[n 7] : Saludos Amigos
- 1986[n 8] : Le Château dans le ciel
- 1987[n 9] : Les Aventures des Chipmunks
- 1989[n 10] : Kiki la petite sorcière
- 2001 : Le Voyage de Chihiro
- 2002 : La Planète au trésor : Un nouvel univers
- 2002 : Le Royaume des chats
- 2002 : Hé Arnold !, le film
- 2004 : Le Fil de la vie
- 2004 : Steamboy
- 2004 : Bionicle 2 : Les Légendes de Metru Nui
- 2004 : Gang de requins
- 2005 : Bionicle 3 : La Menace de l'ombre
- 2015 : Dofus, livre 1 : Julith

#### Téléfilms
- 1999 : Le Garçon qui venait de la mer

#### Séries télévisées
- 1998-2001 : Cousin Skeeter
- 1999-2006 : À la Maison-Blanche
- 2019 : American Horror Story (saison 9)
- 2019-2020 : Crash Landing on You (avec Barbara Delsol et Sybille Tureau)
- 2022 : Wedding Season (en) (avec Alexis Tomassian et Laura Blanc)
- 2025 : Reacher (saison 3, avec Barbara Tissier)

#### Séries d'animation
- 1994[n 11] : Armitage III (OAV)
- 1996-2004 : Hé Arnold !
- 2000 : Spy Groove (en)
- 2003-2006 : Teen Titans : Les Jeunes Titans
- 2008-2017 : Wakfu (saisons 1 à 3, avec Thomas Guitard)
- 2013 : Dofus : Aux trésors de Kerubim

#### Jeux vidéo
- 2004 : Scooby-Doo! Le Livre des ténèbres